# Jorga Kotrbová
Jorga Kotrbová (* 26. dubna 1947 Brandýs nad Labem) je česká herečka a dabérka.

## Život
První velkou roli dostala již ve 14 letech, kdy ji režisér Karel Kachyňa obsadil do hlavní role ve filmu Trápení (1961), kde vytvořila roli Lenky, která se jediná dokáže spřátelit s nezkrotným černým koněm. Film získal několik mezinárodních ocenění na festivalech filmů pro děti a mládež (Benátky, Cannes, Mar del Plata). Po absolutoriu DAMU (1969) působila do roku 1993 v pražském Realistickém divadle (dnešní Švandovo divadlo) na Smíchově. Od roku 1993 byla členkou Divadla Na zábradlí. Uplatnila se coby výrazná představitelka princezen ve filmu Zlatovláska či ve filmu Honza málem králem. Známá je i její role ve filmu Utrpení mladého Boháčka nebo Dva muži hlásí příchod, kde hrála partnerku „švadlenkovi“ (Jaromír Hanzlík).
Uplatnila se také jako dabingová herečka, např. v americkém komediálním seriálu M.A.S.H. či v sérii francouzských filmů o Fantomasovi ze 60. let: Fantomas (1964), Fantomas se zlobí (1965) a Fantomas kontra Scotland Yard (1967) nebo britský seriál Randall a Hopkirk (nadabovala 18 dílů, i když původně se odvysílalo jen 17 dílů: hlavní ženská role Jeannie Hopkirkové). V roce 2021 získala Cenu Františka Filipovského za dlouhodobé herecké mistrovství v dabingu.
Pro svou lásku ke koním si pořídila domek v Ludvíkově pod Smrkem a na přilehlém pozemku si zřídila cvičiště pro koně.
Jejím prvním partnerem byl herec Jiří Novotný, se kterým má dceru Tamaru, která je také herečkou. S manželem Zdeňkem Žákem má dceru Julii a syna Václava. Jejich manželství se po několika letech rozpadlo, rozvod je uváděn jako bouřlivý.

## Divadelní role
- 1987 Edvard Radzinskij: Lunin aneb Jakubova smrt, zaznamenaná v přítomnosti pána, Realistické divadlo Zdeňka Nejedlého, překlad: Alena Morávková, scéna a kostýmy: Otakar Schindler, dramaturgie: Vlasta Gallerová, režie: Miroslav Krobot, hráli: Jiří Adamíra, Ladislav Potměšil, Jiří Klem, Jorga Kotrbová, Ivanka Devátá, Miloš Hlavica, Ladislav Kazda, Karel Pospíšil, Jiří Mikota, Jan Vlasák nebo Zdeněk Žák, Stanislav Hájek. Československá premiéra 12. března 1987.

## Film
- 1961 Trápení – role: Lenka
- 1969 Flirt se slečnou Stříbrnou – role: spisovatelka Cibulová
- 1969 Utrpení mladého Boháčka – role: zootechnička Janička Pazderková
- 1975 Dva muži hlásí příchod – role: Julka
- 1979 Pátek není svátek – role: Eva Nováková
- 1981 V podstatě jsme normální – role: Eva Nováková

## Televize
- 1963 Smutný půvab (TV film) – role: Dagmar Boháčková
- 1968 Zločin pátera Amara (TV adaptace románu Josého Maria de Eça de Queiróse) – role: Toto, dcera zvoníka
- 1969 Maryla (TV zpracování novely) – role: Maryla
- 1971 Rozsudek (TV seriál) – role: Marie Zábranská
- 1971 Jak princezny spaly na hrášku (TV pohádka) – role: princezna Marcela
- 1971 Madame Sans-Géne (TV adaptace hry Victoriena Sardoua) – role: pradlena
- 1973 Sen noci svatojánské (TV adaptace)
- 1973 Zlatovláska (TV filmová pohádka) – role: Zlatovláska (ve zpěvu jí zastoupila Jitka Molavcová)
- 1977 Pan Kobkán vdává dceru (TV fraška) – role: dcera Matylda Kobkánová
- 1978 Králova žena (TV inscenace povídky Jacka Londona) – role: Madeline Galbraithová, Jitřní Záře, dcera náčelníka kmene Losů

## Dabing
Jorga Kotrbová dabovala mimo jiné následující filmy a seriály:
- 1961 Kapitán Fracasse: Joelle Latour (Chiquita)
- 1964 Fantomas: Mylène Demongeotová (Hélène)
- 1965 Fantomas se zlobí: Mylène Demongeotová (Hélène)
- 1967 Fantomas kontra Scotland Yard: Mylène Demongeotová (Hélène)
- 1969 Randall a Hopkirk (seriál): Annette Andreová (hlavní ženská role Jeannie Hopkirková)
- 1972 ...a jitra jsou zde tichá: 1. dabing
- 1974 Hořčice mi stoupá do nosu: Jane Birkinová (Jackie Logan)
- 1975 Povídka o policajtovi: Claudine Auger (Catherine)
- 1976 Já, Claudius (seriál): 1. dabing
- 1977 Smrt darebáka: Mireille Darcová (Françoise)
- 1988 Cirkus Humberto (seriál): Kathy Kriegelová (Helena Karasová)
- 1998 Město andělů: Robin Bartlettová (Anne)

## Práce pro rozhlas
- 1980 Helena Šoltészová: Počítej, ale moc nepočítej! Opatrná satira o fenoménu melouchaření. Komedie, která měla za úkol pranýřovat nedostatky socialistického občanského soužití. Rozhlasová inscenace byla odvysílána v roce 2022 ve vltavské řadě Hra pro pamětníky v obnovené premiéře. Osoby a obsazení: Luboš Vyhlídka (Miroslav Masopust), Jarda Rajblík (Vítězslav Jandák), Zezulka, mistr (Jiří Němeček), strýc Liška (Ilja Prachař), Kecina (Lubomír Lipský), Berka (Vladimír Krška), Helenka, nevěsta (Jorga Kotrbová), tchyně, její matka (Dana Medřická) a další. Hudební improvizace: Miroslav Angr, dramaturgie: Josef Hlavnička, režie: Olga Valentová, natočeno: v roce 1980.[11]
- 1987 Zdeňka Psůtková: Růže z Bertramky. Komorní hra plná cituplné hudby i vztahů o přátelství Wolfganga Amadea Mozarta s manžely Duškovými. Účinkují: Martin Stropnický, Gabriela Vránová, Luděk Munzar, Soňa Dvořáková, Ladislav Frej, Jiří Adamíra, Viola Zinková, Vlastimil Fišar, Ljuba Krbová, Libuše Švormová, Julie Jurištová, Petr Oliva, Jiří Koutný, Milan Neděla, Josef Bláha, Jorga Kotrbová, Otto Lackovič, Ferdinand Krůta, Artur Šviha, Hana Kofránková a Jitka Soběhartová. Režie: Hana Kofránková, hudební improvizace: Jaroslav Přibyl, dramaturg: Josef Hlavnička, natočeno v roce 1987.[12]
- 1987 Sigurd Christiansen: Přepadení. Psychologický příběh s kriminální zápletkou. Ladislav Mrkvička v hlavní roli příběhu na motivy románu Mrtvý mezi dvěma živými, který můžete znát i ze stejnojmenného snímku z roku 1947 s Karlem Högerem. Osoby a obsazení: Erik Berger, poštovní úředník (Ladislav Mrkvička), Helena, jeho žena (Jorga Kotrbová), Per Lydersen, poštovní úředník (Michal Pavlata), Lier, policejní inspektor (Jan Přeučil) a další. Připravil: Josef Hlavnička, dramaturgie: Jiří Hubička, překlad: Josef Hlavnička, zvuk: Karel Nedorost, zvuková spolupráce: Zuzana Bartáčková a Iva Valentová, hudba: Jiří Váchal, režie: Alena Adamcová, natočeno: 1987.[13]
- 1988 Amor a Psýché. Nesmrtelný příběh o velké lásce s Ivanem Trojanem. Antická báje o velké lásce pozemské princezny Psýché a božského Amora. Hrají: Jorga Kotrbová, Ivan Trojan, Vilma Cibulková, Simona Stašová a další. Napsal: František Pavlíček, režie: Alena Adamcová, natočeno: 1988.[14]
- 1998 Hector Hugh Munro: Povídka Podivné příběhy lorda Clovise, překlad: František Vrba,  dramatizace: Jan Žáček, účinkují: Viktor Preiss, Květa Fialová, Stella Zázvorková, Otakar Brousek starší, Petr Nárožný, Jorga Kotrbová, Jiří Štěpnička, Václav Vydra, Stanislav Fišer; režie: Josef Červinka.